# Соломарська Олена Олександрівна
Солома́рська Оле́на Олекса́ндрівна (нар. 4 грудня 1940) — український філолог-романіст, перекладознавець, педагог, професор кафедри французької філології Інституту філології КНУ імені Тараса Шевченка, кандидат філологічних наук.

## Життєпис
Народилася 1940 року в родині Олександра Соломарського, визначного українського актора, режисера театру та педагога.
1958 року вступила до Київського університету на факультет романо-германської філології. Після одержання диплому 1963 року і дотепер працює в Київському університеті. У 2006—2009 роках обіймала посаду професора кафедри прикладної лінгвістики Українського інституту лінгвістики і менеджменту. З 2009 року й дотепер — професор кафедри французької філології Київського університету.
1970 року захистила кандидатську дисертацію на тему «Конструктивні особливості французької розмовної мови».
2004 року Соломарській було присвоєно звання професора за сукупністю робіт.
Соломарська є автором низки підручників французької мови для вищої школи.

## Наукові інтереси
Соломарська є продовжувачкою наукових традицій школи професорки Олександри Андрієвської. Поле наукових інтересів Соломарської перебуває в царині французької мови. Соломарська писала наукові статті, посібники й викладала курси з питань французької лексикології, стилістики, діалектології, теорії та практики перекладу, лінгвістики поетичного тексту.

## Відзнаки й досягнення
- Дві нагороди від Французької Республіки: Chevalier de l'ordre des Palmes Académiques, Officier de l'ordres des Palmes Académiques.
- Співзасновниця Асоціації викладачів французької мови України (1990),
- Член Адмінради Міжнародної федерації викладачів французької мови,
- Член комісії Центральної та Східної Європи (1996—2000),
- Голова Української секції міжнародної асоціації «Le Monde Bilingue» (2000—2008),
- Засновниця й голова Асоціації «ЕТОС-КОРЕ-Україна» 2004—2008 р.

## Вибрані публікації

### Статті
- L'image du vent dans la poésie européenne, Toulouse, 1992 ;
- A fresh approach to the interpretation of poetry, Granada, 1995 ;
- Jean-Baptiste Fabre et Ivan Kotlarevsky. Siècle des Lumières, London, 1997;
- L'enseigement du français en Ukraine Levende Talen. Amsterdam1997;
- Кобзар як інтелектуал і естет. — Сучасність 2010.

### Підручники
- Підручник французької мови (для старших курсів університетів, у співавт.) — К. 1994;
- Посібник «Досвід впровадження в Україні міжнародних педагогічних проектів (у співавт.) — К. 2007;
- Підручник французької мови для старших курсів університетів (у співав.) — К.1994;
- Підручник французької мови (для 3 курсу університетів) — 2011 (3-е вид.)
- Посібник з теорії та практики перекладу — К.2011: Посібник „Dialectologie française“ — К. 2013.

### Переклади
- Конвенція про захист прав людини і основних свобод" (з франц. та англ.. на укр. мову, перекладач (у співавторстві) і редактор перекладів з французької мови) — Укр. центр правничих студій — К. 1999: «Центурии» М.Нострадамуса (на рос.мову, у співавт.) — К., 2000;
- Ukraine, renaissance d'unmythe national (на франц.мову, група перекладачів.) — Genève, 2000;
- «Малевич і Україна» (з франц.) — К., 2006;
- Матеріали і документи Європейського Суду з прав людини (з франц. на укр.) — з 2005 р. і дотепер., зокрема, переклад "Guide de recevabilité " — методичного посібника, що видається науковим відділом Страсбурзького суду з прав людини — 2012.
- Ірен Немировська, «Бал» / Переклад з французької Олени Соломарської // Всесвіт. — 2016.[1]